# 5-та повітряна армія (США)
5-та повітряна армія (США) (англ. Fifth Air Force) — повітряна армія у складі ПС США. Штаб-квартира повітряної армії розташована на військово-повітряній базі Йокота в Японії. Організаційно армія входить до Тихоокеанського командування ПС США і виконує низку основних завдань: планування, безпосереднє керівництво, проведення та контроль і координація дій повітряної компоненти в інтересах військових операцій; підтримання постійної бойової готовності особового складу та військової авіації до застосування у визначеній зоні відповідальності та підтримка й тісна взаємодія з повітряними силами Японських сил Самооборони.